# Trương Thiết Lâm
Trương Thiết Lâm (sinh ngày 15 tháng 6 năm 1957) là nam diễn viên người Anh gốc Hoa. Ông là diễn viên gạo cội của điện ảnh Trung Quốc, sinh ra ở Đường Sơn, Hà Bắc,Trung Quốc. Năm 1978, ông vào học ở Học viện Điện ảnh Bắc Kinh. Sau khi tốt nghiệp, vào làm việc tại Đài truyền hình Thiên Tân. Năm 1987 ông sang Anh du học. Mười năm sau ông nhập quốc tịch Anh.

## Danh sách phim

### Phim truyền hình
- Nàng Phi Yến trong cung nhà Hán (Hán cung Phi Yến), đóng vai Hán Thành Đế, 1997
- Hoàn Châu cách cách 1, đóng vai Càn Long, 1998
- Hoàn Châu cách cách 2, đóng vai Càn Long, 1999
- Loạn thế anh hùng Lã Bất Vi, đóng vai Lã Bất Vi, 2000
- Liêu Trai tiên sinh, đóng vai Bồ Tùng Linh
- Đại Thanh dược vương, 2001
- Thiếu niên Trương Tam Phong, đóng vai Trừng Không, 2002
- Bản lĩnh Kỷ Hiểu Lam phần 1-2-3-4, đóng vai Càn Long, 2001 - 2009
- Song long hội, đóng vai Càn Long
- Thượng thác hoa kiệu giá đối lang
- Danh bộ chấn Quan Đông, 2003
- Ỷ Thiên Đồ Long ký, đóng vai Dương Tiêu, 2003
- Nam Thiếu Lâm phần 2, 2004
- Ốc đình thượng đích lục bảo thạch, đóng vai Lăng Tín Phu, 2005
- Vinh nhục một đời, 2003
- Thiết tướng quân, 2005, đóng vai Càn Long
- Nam Thiếu Lâm
- Nhân Sinh Kỷ Độ Thu Lương
- Hương hoa hoè tháng năm (Ngũ nguyệt hoa hoè hương)
- Thập Bát La Hán
- A Matter of Time
- Thiếu Niên Bảo Thân Vương
- Tân Thủy Hử 2011, đóng vai Hồng Thái úy, 2011
- Modern Tân nhân loại (2011), đóng vai Tạ Lôi Thần

## Các phim điện ảnh
- Hoàn Châu Cách Cách (vai Hoàng A Mã)
- Tiên Hạc Thần Trâm 1993 (vai Tào Hùng) với Lương Triều Vỹ, Lưu Tùng Nhân, Từ Thiếu Cường
- Hoàng Phi Hồng 2 (Vai Tôn Dật Tiên)